# Шульц, Вольдемар
Вольдемар Шульц (нем. Ernst Wilhelm Woldemar Schultz; 1813—1887) — эстонский священник, генерал-суперинтендент.

## Биография
Родился в Дерпте 5 декабря 1813 года; был сыном учителя музыки. Учился в Дерптской гимназии. С 1832 по 1836 год изучал протестантское богословие в Дерптском университете. Окончив осенью 1836 года университет, он до 1838 года работал частным репетитором в имении Шварцхоф (эстонское: Варди) в сельской общине Перст. В 1838—1839 годах продолжал обучение в университетах Галле и Берлина. С 1840 по 1842 год он работал учителем в Сегевольде.
В 1842 году в Риге он был рукоположен Густавом Рейнгольдом фон Клотом в священники. С 1846 по 1863 год он был пастором в церкви Елизаветы в Пярну. Проявил себян на провинциальном церковном уровне: в 1849 году стал членом Литургической комиссии, в 1850 — Комиссии бедных, в 1854 — Ревельско-Эстонского гимнального комитета и комитетов по катехизису и брачному праву. С 1856 по 1863 год был пробстом округа.
В 1863 году он был избран преемником Карла Христиана Фридриха Рейна на посту генерал-суперинтендента консисториального округа Эстонии, который совпадал с Эстляндской губернией. Избрание кандидата из Лифляндской губернии стало для многих неожиданностью. По этой должности он также был вице-президентом Эстонской консистории, старшим пастором Ревельского собора.
Шульц был особенно привержен созданию большого количества начальных школ в сельской местности. За время его пребывания в должности количество эстонских начальных школ увеличилось с 336 (в 1866 году) до 542 (в 1886 году).
Был женат трижды: в 1842—1851 гг. — на Элизабет фон Розенмарк (?—1851); в 1854—1868 гг. — на Луизе Гиргенсон (?—1868), сестре генерал-суперинтендента Генриха Отто Рейнхольда Гиргенсона, после смерти которой с 18 апреля 1870 года — на её сестре Юлии. С 1882 года его дочь Иоганна была замужем за Леопольдом Хёршелманном, ставшим преемником Шульца на посту генерал-суперинтендента. Его сын, Отто Вольдемар Людвиг Шульц (1864—1929) — отец богословов Курта Рудольфа Шульца (1901—1979) и Иоганна Рейнгольда Шульца (1905—1941).
В числе наград Эрнста-Вильгельма-Вольдемара Шульца: золотой наперсный крест (1859), орден Св. Станислава 2-й ст. (1867), орден Св. Анны 2-й ст. (1875), орден Св. Владимира 3-й ст. (1883); 25 октября 1883 года Дерптский университет присвоил ему звание почётного доктора богословия.